# Georgenthal
Georgenthal é um município da Alemanha localizado no distrito de Gota, estado da Turíngia. Os antigos municípios de Leinatal, Hohenkirchen e Petriroda foram incorporados a Georgenthal em dezembro de 2019.